# Ariosto Holanda
Francisco Ariosto Holanda (Limoeiro do Norte, 11 de outubro de 1938) é um engenheiro e político brasileiro.
Formado em Engenharia Civil pela Universidade Federal do Ceará, onde seria professor, trabalhou na COELCE e Petrobrás. Também exerceu o magistério na Unifor.
Iniciou na vida pública quando assumiu a Secretaria da Indústria e Comércio do Estado do Ceará, (1987-1989) no primeiro governo de Tasso Jereissati. Em 1990, candidatou-se a deputado federal pelo PSB, conseguindo ser eleito na última colocação dentre os elegíveis (22ª posição). Em sua primeira eleição, o PSB estava em coligação contrária ao grupo de Tasso Jereissati que lançava Ciro Gomes para governador pelo PSDB, Lúcio Alcântara para vice-governador e Beni Veras para senador (Coligação PSDB-PDT-PDC), tendo Ariosto apoiado o candidato do bloco PT-PSB-PCdoB-PCB (Frente Ceará Popular), João Alfredo Telles. Durante o mandato de deputado, Ariosto voltou a se aproximar do grupo tucano.
Nas eleições de1994, agora filiado ao PSDB, obteria a suplência, assumindo efetivamente em 18 de agosto de 1995 até o restante do mandato. Seria reeleito pelo PSDB em 1998 e 2002.
Foi Secretário de Ciência e Tecnologia do Estado do Ceará no segundo e terceiro governos de Tasso Jereissati, de 1995 a 1998 e 1999 a 2002. Portanto, participou ativamente de todos os mandatos de Tasso quando este governou o Ceará.
De volta ao PSB em 2005, elegeria-se novamente deputado federal em 2006 e 2010, agora com apoio do grupo liderado pelos irmãos Cid e Ciro Gomes. Nas eleições de 2014, disputou nova reeleição pelo PROS, mas ficou como 2º suplente de sua coligação, estando atrás de Vicente Arruda, conseguindo assumir no decorrer do mandato.
Em 2013 acompanhou o Governador do Ceará Cid Gomes na saída do PSB, filiando-se em seguida ao PROS. Posteriormente, mais uma vez acompanhando o ex-governador Cid, deixou o PROS e se filiou ao PDT em 2016. Em 17 de abril de 2016, Ariosto Holanda votou contra a abertura do processo de impeachment de Dilma Rousseff.
Um dos filhos de Ariosto, o engenheiro civil Paulo André, foi indicado para presidir a Companhia Docas do Ceará entre 2009 e 2014, ocupando atualmente a função de Diretor Regional do SENAI Ceará.

## Prêmios
Além de ter sido Paraninfo de diversas turmas de Engenharia, o Deputado Ariosto recebeu diversos prêmios relacionados à ciência e tecnologia. Nos anos 1980, recebeu a Medalha do Mérito Industrial da FIEC (1984), recebeu a medalha D. Aureliano Matos do centenário de Limoeiro do Norte (1987), recebeu a medalha dos 10 anos  da Fundação Núcleo de Tecnologia Industrial - NUTEC (1988) e foi homenageado pela Escola Técnica Federal do Ceará (1986) e pela Escola Superior de Guerra por trabalhos desenvolvidos e apresentados nos anos de 1982, 1984 e 1986.
Durante os anos 1990, quando já exercia o mandato de deputado federal, recebeu Diploma e Escudo de Ouro de 20 Anos da Petrobrás (Fortaleza, 1990); a Medalha do Mérito Naval, com nomeação no grau de Grande Oficial da Ordem do Mérito Naval (1994); Diplomas de Honra ao Mérito do Conselho Regional de Química e Associação Brasileira de Engenharia Química (1994), de Honra ao Mérito do Conselho Regional de Química da 10ª Região (1995), de Honra ao Mérito do Conselho Regional de Engenharia e Arquitetura do Ceará (1995), Medalha do Mérito do Conselho Federal de Engenharia, Arquitetura e Agronomia - CONFEA (1996), Medalha do Mérito Policial Militar do Ceará (1997), Medalha Nacional do Mérito Científico, Classe Comendador - Ordem Nacional do Mérito Científico (1997); ganhou o Destaque da Ciência pela Academia Cearense de Ciências (1997) e ainda a Medalha do Mérito pela Universidade Estadual Vale do Acaraú (1998).
No ano 2000, recebeu os títulos de Amigo da 10ª Região Militar (Comando Militar do Nordeste) e de Cidadão de Fortaleza (Câmara Municipal de Fortaleza), além da Medalha da Ordem Nacional do Mérito Educativo (grau de oficial). Em 2002, recebeu as Medalhas da Ordem Nacional do Mérito Educativo (grau comendador), do Mérito do Judiciário do Ceará e do Mérito Rotário Dr. Chagas Almeida (Fortaleza).
Posteriormente, recebeu também o Prêmio Telemar de Inclusão Digital (2004), Medalha do Mérito da Universidade Estadual do Ceará, Medalha do Mérito da Educação Profissional do Governo do Ceará (2006), Título de Menção Especial do CNPq (2005), Título de Benemérito do CNPq (2006), Medalha e Diploma do Mérito do Conselho de Reitores das Universidades Brasileiras (2006), Medalha do Mérito da Educação Profissional José Pompeu de Sousa Brasil (Ceará, 2006), Medalha do Mérito Rural "Professor Prisco Bezerra" (Ceará, 2006), Medalha da Inconfidência (Minas Gerais, 2007), Medalha do Conhecimento do Governo Federal (2007), Diploma de "Melhores da Política e da Administração Pública e Social do Brasil e do Ceará" (Ceará, 2008), Medalha Jáder de Figueiredo Correia (Rotary Club de Fortaleza, 2008), Condecoração de Patrono do Prêmio Telecentros Brasil (Brasília, 2009), Medalha "Melhores da Política: Melhor Deputado Federal do Ceará" (2009) e a Medalha do Mérito Portuário Virgílio Távora (Ceará, 2009).
Entre 2010 e 2014, recebeu o Troféu do Mérito Costa Negra (Fortaleza-CE, 2010), Medalha Nilo Peçanha (2010), Homenagem do IFCE (Campus Maracanaú, 2010), Homenagem do CREA-CE (Inspetoria Regional do Baixo Jaguaribe – Limoeiro do Norte, 2011), Homenagem "Melhores da Política e da Administração Pública e Social do Ceará (Ceará, 2011 e 2012), Comenda Troféu Anistia (Ceará, 2012), Troféu 104 Anos do DNOCS (Ceará, 2013), Outorga da Láurea “Engenheiro do Ano” pelo Clube de Engenharia do Ceará (CREA-CE, 2013), Medalha de Mérito “Reitor Martins Filho” (UECE, Fortaleza, 2014) e o Título de Cidadão Mombacense (2014).

## Obras Publicadas (Livros e Artigos)
LIVROS:
- HOLANDA, Francisco Ariosto. Informações Práticas Sobre Instrumentação no     Processamento de Petróleo, Refinaria de Mataripe, 1964.
- ________, Segurança Elétrica Hospitalar, Revista Engenharia, Centro de Tecnologia da     UFC, 1974.
- ________, Filtros Digitais para Sinais Biológicos, Revista Engenharia, Centro de     Tecnologia da UFC, 1975.
- ________, Plano diretor do Núcleo de Tecnologia Industrial do Ceará, Fortaleza:     Secretaria de Indústria e Comércio. 1978. 28p.
- ________, Ciência e Tecnologia como fator do Desenvolvimento e Segurança Nacionais,    capitulo do livro "Programa Nacional de Estudos Sobre Ciência e Tecnologia", pp. 95 a 111, Rio de Janeiro, - ADESG/FINEP/CNPQ, 1985, 940p.
- ________, Estratégias de Desenvolvimento - Setor de Publicações do Centro de     Tecnologia/Universidade Federal do Ceará, 1990. 78p.
- ________, A Degradação da Base Educacional, Científica e Tecnológica do País - Centro de Documentação e Informação - Câmara dos Deputados, 49ª Legislatura - 2ª Sessão Legislativa, Publicação N.º 61/92, Brasília, Abril 1992, 32p.
- ________, O Desafio da Educação, Ciência e Tecnologia e os Mecanismos da Geração de   Trabalho - Centro de Documentação e Informação, Câmara dos Deputados, Brasília, 49ª. Legislatura - 4ª. Sessão Legislativa, Publicação N.º 96/94, Dezembro de 1994, 67p.
- ________,  A Responsabilidade Social das Instituições de Ensino Superior - Trabalho     apresentado no Seminário Nacional de Ensino Superior - MEC, Brasília, Dezembro de 1996, 15p.
- ________, Seca - O Homem como Ponto de Partida, Centro de Documentação e Informação, Câmara dos Deputados, 51ª Legislatura - 1ª Sessão Legislativa, 1999, 166p.
- ________, Educação Para o Trabalho - Edições UVA - Fortaleza, Abril 2002.
- ________, A Escalada do Homem. Câmara dos Deputados, 2002.
- ________, Centro Vocacional Tecnológico – Infovias do Desenvolvimento – Câmara dos     Deputados, 2003.
- ________, Refinaria e Biodiesel – Separata. Câmara dos Deputados, 2003.
- ________, Núcleo de Informações Tecnológicas, Câmara dos Deputados 2003-
- ________, Biodiesel e Inclusão Social, Câmara dos Deputados 2004.
- ________, Capacitação Tecnológica da População – NIT. 2005.
- ________, Capacitação Tecnológica da População – CVT. 2005.
- ________, Infovias a Serviço da Transparência, Câmara dos Deputados 2005
- ________, Capacitação Tecnológica da População, Câmara dos Deputados – 2005.
- ________, Biodiesel – Combustível para Cidadania – Separata. 2006.
- ________, Centro de Inclusão Digital, Câmara dos Deputados 2006.
- ________, Biodiesel a energia que vem do campo – Separata. Câmara dos Deputados,     2007.
- ________, Capacitação e Trabalho - Projetos – Separata. Câmara dos Deputados, 2008.
- ________, Capacitação Tecnológica - Separata - O homem como ponto de partida. Câmara dos Deputados, 2008.
- ________, Ciência e Tecnologia -  Separata - Pela paz e qualidade de vida. Câmara dos Deputados, 2009.
- ________, Centro Vocacional Tecnológico – A Extensão do Saber a Serviço da População – Câmara dos Deputados, 2009.
- ________, Ciência e Tecnologia. Separata. Câmara dos Deputados, 2010.
- ________, Plano de Desenvolvimento Científico e Tecnológico para o Nordeste –Termo de Referência, 2010.
- ________, Centro Vocacional Tecnológico – A Extensão do Saber a Serviço da População – Câmara dos Deputados, 2011.
- ________, Ciência e Tecnologia – Marcos Históricos. – Separata. Câmara dos Deputados, 2011.
- ________, Pensando o Meu Município. Fortaleza, 2012.
- ________, Capacitação Tecnológica e Geração de Trabalho – Proposta do Deputados Ariosto Holanda para as Prefeituras do PSB. Brasília, 2012.
- ________, Educação e Trabalho – Um Compromisso de Todos. Brasília, 2013
- Bancada do Nordeste, Seca – Análises, Pressupostos, Diretrizes, Projetos e Metas para o Planejamento de um novo Nordeste. Brasília, 2013.
- ________, Aos Jovens – O Desafio da Ciência no Século XXI. Brasília, 2014
- ________. Extensão Tecnológica no País - O Conhecimento a Serviço da População, Brasília, 2014.

ARTIGOS:
Holanda, Ariosto. Fundo de Desenvolvimento Tecnológico para o Nordeste. 1994
________________. Capital Humano. 1997
________________. Educação para o Trabalho. 1997
________________. Educação e Trabalho. 1998
________________. A Crise dos Valores Morais. 1998
________________. REFINARIA - Uma Luta de Irmãos Nordestinos. 1999
________________. Ciência e Tecnologia para Qualidade de Vida. 2001
________________. O Desafio do Analfabetismo Funcional e do Emprego 2003
________________. Desafios do Analfabetismo Funcional. 2003
________________. Um Modelo de Desenvolvimento Científico e Tecnológico para o Nordeste. 2003
________________. O Desafio da Geração de Trabalho. 2004
________________. SBPC - Ciência, Tecnologia e Cidadania. 2005
________________. A Universidade e o Meio. 2006
________________. Biodiesel - A Revolução que Vem do Campo. 2006
________________. Infovias do Desenvolvimento. 2007
________________. Atalhos para o resgate da cidadania. 2007
________________. Ética e Desenvolvimento. 2007
________________. Atalhos para o resgate da cidadania. Política democrática : revista de política e cultura, v. 6, n. 17, p. 107-116, mar. 2007
________________. Fundo de Desenvolvimento Tecnológico para o Nordeste. 2009
________________. FNE e FINEP. 2009
________________. Analfabetismo Funcional e Emprego. 2010
________________. O Discurso do Emprego e da Segurança. 2010
________________. Ronda social. 2010
________________. A importância do Ministério Público. 2013